# Българска ела
Българската ела, наричана също Цар-Борисова ела (Abies borisii-regis), както и Македонска ела, е самостоятелен вид от род ела, разпространен в планините на Балканския полуостров в България, Северна Гърция, Северна Македония, Албания и Сърбия.
Тя е голямо вечнозелено дърво, израстващо до 40 – 50 m (с редки изключения до 60 m) и с диаметър на ствола до 1,5 m. Тя расте на височина от 800 – 1700 m в планиски райони с валежи надвишаващи 1000 mm годишно.
Листата и са иглоподобни, плоски, дълги от 1,8 – 3,5 cm, широки около 2 mm и дебели 0,5 mm. Цветът им е блестящо тъмнозелен отгоре и две синьобели ивици отдолу. Върха на листата обикновено е заострен. Шишарките са дълги 10 – 21 cm и широки до 4 cm, с около 150 – 200 двойки люспи. Всяка двойка люспи е съставена от фертилна (шишаркова, семенна) и стерилна (покривна) люспа. Шишарковата люспа е с ветриловидна форма, а покривната е линейна, с пламъковидно разширение на върха. Покривната е малко по-дълга от шишарковата, затова при затворените шишарки се забелязват стърчащите върхове на покривните люспи. Под всяка люспа има две семена. Шишарките се разпадат при узряване и семената опадват.
Българската ела е близка до обикновената ела в северните части на Централна Европа, до гръцката ела в южните части на Гърция, и до Кавказката и турската ели в източните части на Северна Турция. Според някои ботаници тя е естествен хибрид между обикновената и гръцката ели, докато други я разглеждат като разновидност на обикновената ела (Abies alba var. acutifolia) или неин подвид (A. alba ssp. borisii-regis). Друга класификация я именува Abies pardei.
Латинското име на тази ела е дадено от нейния откривател, немския ботаник Йоханес Матфелд, в чест на цар Борис III, през чието владичество (1925 г.) българската ела е била описана като нов вид.